# Pakistan i olympiska sommarspelen 1964
Pakistan deltog med 41 deltagare vid de olympiska sommarspelen 1964 i Tokyo. Totalt vann de en silvermedalj.

## Medalj

### Silver
- Abdul Hamid, Mohammad Asad Malik, Munir Dar, Mahmood Khalid, Anwar Khan, Nawaz Khizar, Azam Khurshid, Muhammad Manna, Manzoor Hussain Atif, Mohammed Rashid, Motiullah, Tariq Niazi, Saeed Anwar, Aziz Tariq, Hayat Zafar och Uddin Zaka - Landhockey.